# Феліпе Пазос
Феліпе Пазос Роке (27 вересня 1912 — 26 лютого 2001) був кубинським економістом, що спочатку підтримував Кубинську революцію Фіделя Кастро, але розчарувався в дедалі більш радикальному характері революційного уряду.

## Біографія
Народжений у Гавані, здобув докторський ступінь у Гаванському університеті в 1938 році. Був членом кубинської делегації на Бреттон-Вудській конференції 1944 року. У 1946 році приєднався до персоналу новонародженого Міжнародного валютного фонду, що створено на Бреттон-Вудській конференції. Він пропрацював там три роки, перш ніж повернутись на Кубу в 1950 році, щоб очолити новостворений Національний банк Куби, протягом двох років за дорученням президента Куби Карлоса Пріо Сокарраса .
Після того як Фульхенсіо Батіста прийшов до влади на Кубі шляхом військового перевороту в 1952 році, Пазос почав активно підтримувати опір проти Батісти. У 1950-х роках правління Батісти зазнало все більших нападів, і незабаром він і кубинські військові опинилися у боротьбі проти молодого Кастро та сил його Руху 26 липня . У той час Кастро вів партизанську кампанію в гірському регіоні Сьєрра-Маестра на Кубі. Батіста заявив, що Кастро вбито; однак Феліпе Пазос домовився, щоб репортер The New York Times Герберт Метьюз приїхав і зустрівся з Кастро в лютому 1957 року. Отримане в результаті інтерв'ю спростувало твердження Батісти та привернуло міжнародну увагу до Кастро та його революціонерів. У липні 1957 року Кастро скликав у Сьєрра-Маестра зустріч між своєю групою повстанців і прокапіталістичними представниками, включаючи Пазоса. Підпис Феліпе під маніфестом Сьєрра від 12 липня мав допомогти кубинському народу запевнити, що революціонери не були радикальними ідеологами. Феліпе Пазос і його сім'я були змушені втекти з Куби незабаром після її звільнення.
Феліпе Пазос переїхав до Сполучених Штатів разом з Раулем Чібасом у жовтні 1957 року. Там він підписав Пакт Маямі, який проголосив «прагнення сформувати конституційний, правовий і демократичний уряд, у якому народ Куби зможе висловити свої прагнення». Для цього уряду Феліпе Пазос був запропонований як тимчасовий президент, однак у Каракаському пакті Мануель Уррутія Льєо замінив його як кандидата на посаду тимчасового президента.
Після перемоги Кастро в 1959, році Пасос повернувся на Кубу і знову очолив Національний банк Куби. Однак незабаром він виявив, що дедалі більше розчаровується в новому кубинському уряді. У квітні 1959 року Кастро та його помічники, включаючи Пазоса, відвідали Сполучені Штати . Багато хто підозрював, що метою візиту було просити про економічну допомогу, але Кастро заборонив Пазосу звертатися з такими проханнями. Феліпе приватно висловив своє розчарування офіційним особам Державного департаменту США та Міністерства фінансів США.
Довіра Феліпе була ще більше ослаблена, коли Кастро наказав заарештувати й ув'язнити в жовтні 1959 року Губера Матоса, антикомуністичний революціонера, який нещодавно пішов у відставку. Після того, як Кастро гнівно засудив Сполучені Штати за причетність до «бомбардування» Гавани тисячами антикастровських листівок колишнім начальником ВПС Педро Луїсом Діасом Ланцом, Пазос вирішив піти у відставку. 23 жовтня 1959 року він подав заяву про відставку президенту Освальдо Дортікосу Торрадо . 26 листопада 1959 року Пасос передав президентство Національного банку Куби Че Геварі, і незабаром після цього йому було дозволено покинути Кубу.

## Пізні роки і смерть
Закінчив роботу в Альянсі заради прогресу та Міжамериканському банку розвитку, написав багато економічних статей про Латинську Америку, перш ніж піти на пенсію в 1975 році у Венесуелі . Помер у Пуерто-Ордас . Мав трьох синів і дочку.